# 2005年全米オープン (テニス)
2005年 全米オープン（2005ねんぜんべいオープン、US Open 2005）は、アメリカ・ニューヨークにある「USTAナショナル・テニスセンター」にて、2005年8月29日から9月11日にかけて開催された。

## シニア

### 男子シングルス
ロジャー・フェデラー def.  アンドレ・アガシ, 6–3, 2–6, 7–6(1), 6–1
- フェデラーは大会2連覇。準優勝者のアガシは、2002年以来3年ぶり6度目の全米オープン決勝進出を果たすが、第1シードロジャー・フェデラーにセットカウント 1-3 で敗れる。これがアガシの最後の4大大会決勝戦になった。（アガシの4大大会決勝通算成績：8勝7敗＝全豪オープン：4勝0敗+全仏オープン：1勝2敗+ウィンブルドン：1勝1敗+全米オープン：2勝4敗）

### 女子シングルス
キム・クライシュテルス def.  マリー・ピエルス, 6–3, 6–1
- クライシュテルスが、4大大会決勝に5度目の挑戦でついに初優勝を達成した。クライシュテルスはそれまで、2001年全仏オープン・2003年全仏オープン・2003年全米オープン・2004年全豪オープンで4度の準優勝に甘んじていた。準優勝者のマリー・ピエルスは、30歳にして初めて全米オープン決勝に勝ち上がったが、2005年度は全仏オープンに続いて2度の準優勝止まりに終わった。

### 男子ダブルス
ボブ・ブライアン /  マイク・ブライアン def.  ヨナス・ビョルクマン /  マックス・ミルヌイ, 6–1, 6–4
- ブライアン兄弟2年ぶり2度目のグランドスラム優勝。また年間グランドスラムすべての決勝進出を果たした。

### 女子ダブルス
リサ・レイモンド /  サマンサ・ストーサー def.  エレーナ・デメンチェワ /  フラビア・ペンネッタ, 6–2, 5–7, 6–3

### 混合ダブルス
ダニエラ・ハンチュコバ /  マヘシュ・ブパシ def.  カタリナ・スレボトニク /  ネナド・ジモニッチ, 6–4, 6–2

## ジュニア

### 男子シングルス
ライアン・スウィーティング def.  ジェレミー・シャルディー, 6–4, 6–4

### 女子シングルス
ビクトリア・アザレンカ def.  アレクサ・グラッチ, 6–3, 6–4

### 男子ダブルス
アレックス・クレイトン /  ドナルド・ヤング def.  カーステン・ボール /  ティエモ・デ・バッカー, 7–6(3), 4–6, 7–5

### 女子ダブルス
Nikola Franková /  アリサ・クレイバノワ def.  アレクサ・グラッチ /  バニア・キング, 7–5, 7–6(3)